# Jan Ludvík Frič
Jan Ludvík Frič (13. února 1863 Paříž – 21. ledna 1897 Praha) byl český fyzik, chemik a podnikatel. S bratrem Josefem Janem Fričem založili továrnu na výrobu opticko-mechanických přístrojů Josef a Jan Frič.

## Život
Jan byl synem básníka a revolucionáře Josefa Václava Friče. Narodil se v Paříži, kde žil jeho otec v exilu, a jméno dostal po svém kmotru Janu Nerudovi. Roku 1870 se s matkou Annou (rozenou Kavalírovu, dcerou zakladatele sázavské sklárny), bratrem Josefem a sestrou Boženou přestěhovali zpět do Čech. V Praze bydleli v přízemním bytě domu strýce Antonína Kavalíra v Krakovské ulici.
Roku 1879 ve svých šestnácti letech odmaturoval na první státní reálce v Praze, ve stejném roce odmaturoval na akademickém gymnáziu i jeho bratr Josef. Od podzimu navštěvoval přednášky na Vysoké škole „na technice“ v oborech chemie, fyzika a přírodní vědy. Následující rok se z exilu vrátil jeho otec.

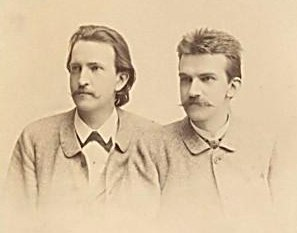
Bratri Josef Jan a Jan Ludvík Fričové

Roku 1882 se s bratrem zúčastnili sjezdu českých přírodozpytců a lékařů, na němž se uvedli kolekcí chemických přístrojů a také mikrofotografiemi, získanými dlouhou expozicí na mokrých kolodiových deskách. Vystaveny byly i jejich zvětšeniny mineralogických výbrusů, řezu smrkovým dřevem a plísně. V tomto roce na doporučení Vojtěcha Šafaříka odjel Jan na šest týdnů do Berlína do závodu Bamberg. Za své práce získal vysvědčení, na základě něhož později požádal o dispens od výučního listu. V Berlíně také zamluvil dodání prvního soustruhu.
V listopadu roku 1883 si s bratrem pronajali nad Nuselskými schody usedlost horní Perucku (Jana Masaryka čp. 73/14) a přestěhovali se sem i s rodiči a sestrou. Zde založili svoji první dílnu „Josef a Jan Frič – dílna pro přesnou mechaniku“. Z pětiletého období pobytu v Perucce pocházejí jejich první české fotografie měsíce, které byly oceněny na mezinárodní fotografické výstavě v Oportu roku 1886.
Roku 1888 se rodina přestěhovala do pronajaté vily čp. 195 (Jana Masaryka), která měla jít do dražby. Zde roku 1890 otec zemřel. Následujícího roku koupili bratři sousední dům čp. 233 (Americká 3) a nechali jej přestavět pro potřeby továrny.
V polovině roku 1896 provedl Jan nákresy velkého astrografu se šestipalcovým Rossovým objektivem, který měl náhradit v jejich domácí observatoři malý fotografický ekvatoriál.
Na konci roku 1896 získala firma zakázku od Škodových závodů na elektricky osvětlená cilidla pro pevnostní děla a Jan odjel za hranice opatřit obráběcí nástroje. Po návratu napsal rozpis výrobního programu a v den dokončení této práce ulehl v bolestech při akutním zánětu slepého střeva. Zemřel po operaci 21. ledna 1897, nekrolog pro Astronomische Nachrichten napsal přítel rodiny profesor Vojtěch Šafařík. Jan byl pohřben do rodinného hrobu na Vyšehradském hřbitově.
Po deseti letech byl Janův astrograf sestrojen a umístěn v nově postavené Ondřejovské hvězdárně.